# Рівчак-Степанівка
Рівча́к-Степа́нівка — село в Україні, центр Рівчак-Степанівського старостинського округу (села Рівчак-Степанівка, Веселе, Григорівка) Макіївської сільської громади Ніжинського району Чернігівської області.
Населення становить 794 осіб. До 2020 орган місцевого самоврядування — Рівчак-Степанівська сільська рада.
У селі розташований парк-пам'ятка садово-паркового мистецтва місцевого значення — Рівчак-Степанівський парк (парк імені Щербака).

## Видатні люди
Уродженцями села є:
- Клименко Іван Євдокимович (9 вересня 1891 — † 26 листопада 1937), радянський державний діяч. 1922-25 — нарком земельних справ УСРР, у 1925-27 — 2-й секретар ЦК КП(б)У. Розстріляний 1937 року.
- Постернак Степан Пилипович, (* 27 квітня, за новим стилем 9 травня 1885 — † 19 січня 1938) — український бібліотекознавець, історик, організатор бібліотечної справи в Україні, педагог, філолог, перший офіційний директор Національної бібліотеки України імені В. І. Вернадського — у 1923—1929 роках. Розстріляний 1938 року.